# Топонімічні установи
Топонімічні установи — адміністративні та науково-дослідні органи державної влади, національні громадські дослідницькі установи в області географії, картографії, геодезії і топографії (включно з військовою), геопросторової інформації та земельного кадастру, лінгвістики, ономастики, топоніміки, що займаються збором, дослідженням, кодифікацією та стандартизацією вжитку топонімічної інформації (географічних назв) в межах певної країни, регіону, світу; конкретної мови, діалекту, групи мов, чи комплексно, з різних аспектів.

## Державні топонімічні установи
Станом на 2016 рік майже в 100 країнах-членах ООН були створені уповноважені національні органи, що займаються стандартизацією вжитку як національних географічних назв у межах країни і поза ними, так і екзонімів національними мовами.
| Країна                           | Назва | Оригінальна назва | Абревіатура | Рік створення | Вебсайт |
| -------------------------------- | --- | --- | ----------- | ------------- | ------- |
| Австралія                        | Комітет з географічних назв Австралазії | англ. Committee for Geographical Names in Australasia | CGNA        | 1985          |         |
| Австрія                          | Робоча група з картографічної топоніміки | нім. Arbeitsgemeinschaft für Kartographische Ortsnamenkunde | AKO         | 1968          |         |
| Азербайджан                      | Державний комітет земельних ресурсів і картографії | |             | 2008          |         |
| Албанія                          | відсутній; функції виконують Інститут воєнної топографії та Центр географічних досліджень | |             |               |         |
| Алжир                            | Постійна спеціальна топонімічна комісія | фр. Commission Permanente Specialisée de Toponymie |             | 1998          |         |
| Ангола                           | Топонімічна комісія при президентові | Commission |             | 2004          |         |
| Андорра                          | Топонімічна комісія | фр. Commission de toponymie d'Andorre |             | 2005          |         |
| Антарктида                       | згідно Антарктичного договору, відсутній; країни, що займаються науковими дослідженнями на континенті, або мають територіальні претензії в Антарктиці, створюють національні антарктичні топонімічні комісії, складають власні бази геоназв, газетири тощо. | |             |               |         |
| Антигуа і Барбуда                | відсутній | |             |               |         |
| Аргентина                        | Національний інститут географії; Гідрографічна служба ВМФ | ісп. Instituto Geográfico Nacional de la Republica Argentina; Servicio de Hidrografia Naval                                                                                                 |             | 1983; 1972    |         |
| Афганістан                       | Рада з географічних назв | англ. The Board on Geographic Names for Afghanistan | BGN-A       | 2009          |         |
| Багамські Острови                | відсутній | |             |               |         |
| Бангладеш                        | відсутній | |             |               |         |
| Барбадос                         | відсутній | |             |               |         |
| Бахрейн                          | відсутній | |             |               |         |
| Беліз                            | відсутній | |             |               |         |
| Бельгія                          | Національний географічний інститут; Королівська комісія з топоніміки і діалектології | фр. Institut géographique national / нід. Nationaal Geografisch Instituut; фр. Commission royale de Toponymie et Dialectologie / нід. Koninklijke Commissie voor Toponymie en Dialectologie | IGN / NGI   | 1831; 1926    |         |
| Бенін                            | відсутній | |             |               |         |
| Білорусь                         | Топонімічна комісія при Управлінні геодезії і картографії Держкомітету власності | біл. Упраўленне геадэзіі і картаграфіі |             | 1991          |         |
| Болгарія                         | Управління геодезії, картографії і кадастру | |             | 1951          |         |
| Болівія                          | відсутній | |             |               |         |
| Боснія і Герцеговина             | відсутній; функції виконує Федеральне управління геодезії та нерухомості | серб. Federalna uprava za geodetske i imovinstopravne poslove |             |               |         |
| Ботсвана                         | Комісія з географічних назв | англ. Botswana Place Names Commission | BPNC        | 1967          |         |
| Бразилія                         | Комітет з географічних назв Інституту географії та статистики | порт. Comitê de Nomes Geográficos | CONCAR      | 2009          |         |
| Бруней                           | Національний комітет з географічних назв | |             | 1976          |         |
| Буркіна-Фасо                     | Національна топонімічна комісія | фр. Commission nationale de toponymie | CNT         | 1986          |         |
| Бурунді                          | відсутній | |             |               |         |
| Бутан                            | відсутній; функції виконує Держдепартамент геодезії та кадастру | |             |               |         |
| Вануату                          | відсутній | |             |               |         |
| Ватикан                          | відсутній; функції виконує другий відділ Держсекретаріату | |             |               |         |
| Велика Британія                  | відсутній; функції виконує Постійний комітет з географічних назв при Топографічній службі | англ. Permanent Committee on Geographic Names | PCGN        |               |         |
| Венесуела                        | Інститут географії | ісп. Instituto Geografico de Venezuela Simon Bolívar | IGVSB       | 1989          |         |
| В'єтнам                          | Департамент геодезії і картографії | |             | 2002          |         |
| Вірменія                         | Держкомітет з питань нерухомості та земельного кадастру | |             | 1999          |         |
| Габон                            | Національна топонімічна комісія Національного інституту картографії | фр. Commission Nationale de Toponymie |             | 1992          |         |
| Гаїті                            | відсутній | |             |               |         |
| Гаяна                            | відсутній | |             |               |         |
| Гамбія                           | Міністерство лісового господарства та навколишнього середовища | англ. Ministry of Forestry & the Environment |             | 1970          |         |
| Гана                             | відсутній | |             |               |         |
| Гватемала                        | відсутній | |             |               |         |
| Гвінея                           | відсутній; функції виконує Національний інститут географії | фр. Institut Geographique National | IGN         |               |         |
| Гвінея-Бісау                     | відсутній | |             |               |         |
| Гондурас                         | відсутній | |             |               |         |
| Гренада                          | відсутній | |             |               |         |
| Греція                           | Національний комітет з географічних назв; також Гідрографічна і Військово-топографічна служби | |             | 2012          |         |
| Грузія                           | Урядова комісія з географічних назв | |             | 2001          |         |
| Данія                            | Комісія з географічних назв | дан. Stednavneudvalget |             | 1910          |         |
| Гренландія                       | Комітет з географічних назв | гренл. Nunat Aqqinik Aalajangiisartut | NAA         | 1934          |         |
| Фарерські острови                | Комітет з географічних назв | фар. Staðarnavnanevndin |             | 2010          |         |
| Джибуті                          | відсутній | |             |               |         |
| Домініка                         | відсутній | |             |               |         |
| Домініканська Республіка         | відсутній | |             |               |         |
| Еквадор                          | відсутній; функції виконує Військовий інститут географії | ісп. Instituto Geográfico Militar |             |               |         |
| Екваторіальна Гвінея             | відсутній | |             |               |         |
| Еритрея                          | відсутній | |             |               |         |
| Есватіні                         | відсутній | |             |               |         |
| Естонія                          | Рада з географічних назв | ест. Kohanimenõukogu |             | 1994          |         |
| Ефіопія                          | відсутній; функції виконує Картографічне управління | | EMA         |               |         |
| Єгипет                           | відсутній; функції виконує Центральне управління громадської мобілізації і статистики | | CAPMAS      | 2012          |         |
| Ємен                             | відсутній | |             |               |         |
| Замбія                           | Комітет з географічних назв | англ. Geographical Place Names Committee |             | 1976          |         |
| Зімбабве                         | Постійний комітет з географічних назв | англ. Geographical Names Standing Committee Zimbabwe | GNSC        | 1952          |         |
| Ізраїль                          | Урядова комісія з назв | |             | 1951          |         |
| Індія                            | відсутній | |             |               |         |
| Індонезія                        | Управління геопросторової інформації | |             | 2006          |         |
| Ірак                             | відсутній | |             |               |         |
| Іран                             | Іранський комітет зі стандартизації географічних назв Національного картографічного центру | | NCC         | 2000          |         |
| Ірландія                         | Комісія з географічних назв | ірл. Coimisinéir Teanga |             | 1947          |         |
| Ісландія                         | Комітет з географічних назв | ісл. Örnefnanefnd |             | 1935          |         |
| Іспанія                          | Спеціалізована комісія з географічних назв Національного географічного інституту | ісп. Comisión Especializada de Nombres Geográficos |             | 2004          |         |
| Італія                           | відсутній; функції виконує Військовий інститут географії | італ. Istituto Geografico Militare |             |               |         |
| Йорданія                         | Національний комітет з географічних назв Королівського йорданського географічного центру | |             | 1984          |         |
| Кабо-Верде                       | відсутній; функції виконує Національна служба картографії і кадастру | порт. Service National de la Cartographie et du Cadastre |             |               |         |
| Казахстан                        | відсутній | |             |               |         |
| Камбоджа                         | Національна комісія з географічних назв | |             |               |         |
| Камерун                          | Національна топонімічна комісія Національного інституту картографії | фр. Commission nationale de toponymie |             | 1968          |         |
| Канада                           | Рада з географічних назв | англ. Geographical Names Board of Canada / фр. Commission de toponymie du Canada | GNBC / CTC  | 1987          |         |
| Катар                            | відсутній; функції виконує Міністерство містобудування | |             |               |         |
| Кенія                            | Постійний комітет з географічних назв | англ. Standing Committee on Geographical Names |             | 1960          |         |
| Киргизстан                       | Комісія з географічних назв Державної служби картографії і геодезії | |             | 1997          |         |
| КНР                              | Відділ адмінрайонів і геоназв Міністерства внутрішніх справ; Китайський інститут топоніміки | |             | 1977          |         |
| Кіпр                             | Постійний комітет зі стандартизації географічних назв | грец. Μόνιμης Κυπριακής Επιτροπής Τυποποίησης Γεωγραφικών Ονομάτων | ΜΚΕΤΓΟ      | 1977          |         |
| Кірибаті                         | відсутній | |             |               |         |
| Колумбія                         | відсутній | |             |               |         |
| Коморські Острови                | відсутній | |             |               |         |
| ДР Конго                         | відсутній; функції виконує Інститут географії Конго | фр. Institut Géographique du Congo | IGC         |               |         |
| Республіка Конго                 | Національний топонімічний комітет; Національний картографічний комітет | фр. Comité National de toponymie; фр. Comité National de Cartographie | CNT         | 1979          |         |
| Південна Корея                   | Комітет з географічних назв Національного інституту географічної інформації | | KCGN        | 1958          |         |
| Північна Корея                   | Комітет з географічних назв Президії Вищих народних зборів | |             | 2002          |         |
| Коста-Рика                       | відсутній | |             |               |         |
| Кот-д'Івуар                      | відсутній | |             |               |         |
| Куба                             | Національна комісія з географічних назв | ісп. Comisión Nacional de Nombres Geográficos de la República de Cuba |             |               |         |
| Кувейт                           | відсутній | |             |               |         |
| Лаос                             | відсутній; функції виконує Національний географічний департамент | |             |               |         |
| Латвія                           | відсутній; функції виконують Державний мовний центр і Управління геопросторової інформації | латис. Valsts valodas centrā; латис. Latvijas Ģeotelpiskās informācijas aģentūras | VVC; LGIA   |               |         |
| Лесото                           | відсутній | |             |               |         |
| Литва                            | Державна комісія литовської мови | лит. Valstybinė Lietuvių Kalbos Komisija | VLKK        | 1990          |         |
| Ліберія                          | Рада з географічних назв | англ. Board of Geographic Names | BGN         | 1979          |         |
| Ліван                            | Управління географічних справ | фр. Direction des Affaires Géographiques | D.A.G.      | 1962          |         |
| Лівія                            | Національний комітет зі стандартизації географічних назв | |             | 2000          |         |
| Ліхтенштейн                      | відсутній | |             |               |         |
| Люксембург                       | відсутній | |             |               |         |
| Маврикій                         | відсутній | |             |               |         |
| Мавританія                       | Управління картографії і географічної інформації | фр. Direction de la Cartographie et de l'Information Géographique |             | 1985          |         |
| Мадагаскар                       | Національний географічний комітет | малаг. Komitim-Pirenena Miandraikitra ny Anarantany | K.P.M.A.    | 1973          |         |
| Малаві                           | відсутній; функції виконують офіс президента і кабінет міністрів | |             | 1971          |         |
| Малайзія                         | Національний комітет з географічних назв | |             |               |         |
| Малі                             | Національний комітет географічної інформації | фр. Comité national d'information géographique | CNIG        | 2005          |         |
| Мальдіви                         | відсутній | |             |               |         |
| Мальта                           | відсутній | |             |               |         |
| Марокко                          | Національна комісія зі стандартизації географічних назв Національного агентства зі збереження земель, кадастру та картографії | фр. Commission Nationale de normalisation des noms géographiques | ANCFCC      |               |         |
| Маршаллові Острови               | відсутній | |             |               |         |
| Мексика                          | відсутній; функції виконує Національний інститут статистики і географії | ісп. Instituto Nacional de Estadística y Geografía | INEGI       |               |         |
| Федеративні Штати Мікронезії     | відсутній | |             |               |         |
| Мозамбік                         | Інститут географічних назв | |             | 2009          |         |
| Молдова                          | відсутній | |             |               |         |
| Монако                           | відсутній | |             |               |         |
| Монголія                         | відсутній; функції виконує Державне управління геодезії і картографії | |             |               |         |
| М'янма                           | Національна служба географічних назв Міністерства внутрішніх справ | |             |               |         |
| Намібія                          | відсутній; функції виконує Управління геодезії і картографії | |             |               |         |
| Науру                            | відсутній | |             |               |         |
| Непал                            | відсутній; функції виконує Геодезичне управління | |             |               |         |
| Нігер                            | відсутній; функції виконує Національний інститут географії | фр. Institut géographique national du Niger |             |               |         |
| Нігерія                          | Нігерійський комітет з географічних назв | англ. Nigeria Committee on Geographical Names |             | 1975          |         |
| Нідерланди                       | відсутній; функції виконують Управління кадастру, реєстрації майна і картографії та Союз нідерландської мови (для екзонімів) | нід. Kadaster; нід. Nederlandse Taalunie |             |               |         |
| Нікарагуа                        | відсутній | |             |               |         |
| Німеччина                        | Постійний комітет з географічних назв | нім. Ständiger Ausschuss für geographische Namen | StAGN       | 1959          |         |
| Нова Зеландія                    | Географічна рада | англ. The New Zealand Geographic Board / маор. Nga Pou Taunaha o Aotearoa | NZGB        | 1946          |         |
| Норвегія                         | Картографічне управління | норв. Kartverket | NMCA        | 1773; 1879    |         |
| ОАЕ                              | відсутній; функції виконує Військово-топографічний відділ | |             |               |         |
| Оман                             | Національне управління геодезії | |             | 1983          |         |
| Пакистан                         | відсутній; функції виконує Управління геодезії | |             |               |         |
| Палау                            | відсутній | |             |               |         |
| Палестина                        | Палестинський національний комітет з географічних назв | | PNCGN       | 2010          |         |
| Панама                           | Національне управління з географічних назв | ісп. Autoridad Nacional de Nombres Geográficos de la República de Panamá |             | 1970          |         |
| Папуа Нова Гвінея                | Комітет з географічних назв* | англ. Place Name Committee |             |               |         |
| Парагвай                         | відсутній | |             |               |         |
| Перу                             | Національний інститут географії | ісп. Instituto Geográfico Nacional | IGN         |               |         |
| ПАР                              | Рада з географічних назв | англ. South African Geographical Names Council | SAGNC       | 1998          |         |
| Південний Судан                  | відсутній | |             |               |         |
| Північна Македонія               | Комісія зі стандартизації географічних назв Інституту географії | |             | 2000          |         |
| Польща                           | Комісія з назв місцевостей і фізико-географічних об'єктів; Комісія зі стандартизації міжнародних географічних назв | пол. Komisja Nazw Miejscowości i Obiektów Fizjograficznych; пол. Komisja Standaryzacji Nazw Geograficznych poza Granicami Rzeczypospolitej Polskiej                                         | KNMOF; KSNG | 1934; 1951    |         |
| Португалія                       | Національна рада з португальської топонімії Інституту географії Португалії | |             | 1992          |         |
| Росія                            | Комісія з географічних назв Федеральної служби державної реєстрації, кадастру і картографії | рос. Росреестр |             | 1994          |         |
| Руанда                           | відсутній | |             |               |         |
| Румунія                          | Дирекція військової топографії Міністерства оборони | |             | 2010          |         |
| Сальвадор                        | відсутній | |             |               |         |
| Самоа                            | відсутній; функції виконує Відділ картографії Міністерства природних ресурсів і довкілля | англ. National Mapping Section Ministry of Natural Resource and Environment |             |               |         |
| Сан-Марино                       | відсутній | |             |               |         |
| Сан-Томе і Принсіпі              | відсутній; функції виконує Державна служба географії і кадастру | порт. Direcçao de Serviços Geograficos e Cadastrais |             |               |         |
| Саудівська Аравія                | Постійний національний комітет з географічних назв | | PNCGN       | 2013          |         |
| Сейшельські Острови              | відсутній | |             |               |         |
| Сенегал                          | Національний топонімічний комітет Нацагентства регіонального планування | фр. Comité national de toponymie | ANAT        |               |         |
| Сент-Вінсент і Гренадини         | відсутній | |             |               |         |
| Сент-Кіттс і Невіс               | відсутній | |             |               |         |
| Сент-Люсія                       | відсутній | |             |               |         |
| Сербія                           | Комісія зі стандартизації географічних назв Геодезичного управління Сербії | |             | 2009          |         |
| Сирія                            | Комітет з географічних назв | |             | 1996          |         |
| Сінгапур                         | відсутній; функції виконує Земельне управління | англ. Singapore Land Authority |             |               |         |
| Словаччина                       | Управління геодезії, картографії та кадастру | словац. Úrad geodézie, kartografie a katastra SR |             | 1986          |         |
| Словенія                         | Комісія зі стандартизації географічних назв | словен. Komisija za standardizacijo zemljepisnih imen |             | 1998          |         |
| Соломонові Острови               | відсутній | |             |               |         |
| Сомалі                           | відсутній | |             |               |         |
| США                              | Рада з географічних назв Геологічної служби | англ. United States Board on Geographic Names | BGN         | 1890          |         |
| Судан                            | Комітет з географічних назв | англ. Geographical Names Committee | GNC         | 1996          |         |
| Суринам                          | Національне управління з географічних назв | |             | 2012          |         |
| Східний Тимор                    | відсутній | |             |               |         |
| Сьєрра-Леоне                     | відсутній | |             |               |         |
| Таджикистан                      | відсутній; функції виконує Національне космічне геодезично-картографічне агентство | |             |               |         |
| Таїланд                          | Національний комітет з географічних назв | |             | 1992          |         |
| Тайвань                          | | |             |               |         |
| Танзанія                         | Національна комісія зі стандартизації географічних назв | англ. National Commission on Standardization of Geographical Names |             | 1982          |         |
| Того                             | відсутній; функції виконує Міністерство містобудування та житлово-комунального господарства | фр. Ministère de l'Urbanisme et du Logemen |             |               |         |
| Тонга                            | відсутній | |             |               |         |
| Тринідад і Тобаго                | відсутній | |             |               |         |
| Тувалу                           | відсутній | |             |               |         |
| Туніс                            | Національна топонімічна комісія | фр. Commission nationale de toponymie |             | 2013          |         |
| Туреччина                        | Рада експертів з географічних назв | | BEGeoN_T    | 2005          |         |
| Туркменістан                     | відсутній | |             |               |         |
| Уганда                           | Департамент земель та межувань | англ. Lands and Surveys Department |             |               |         |
| Угорщина                         | Комітет з географічних назв | угор. Földrajzinév-bizottság |             | 1963          |         |
| Узбекистан                       | відсутній; функції виконує Топонімічна комісія Національного центру геодезії і картографії | |             |               |         |
| Україна                          | Держгеокадастр | |             | 1991          |         |
| Уругвай                          | відсутній | |             |               |         |
| Фіджі                            | відсутній; функції виконує Міністерство земель і надр | англ. Ministry of Lands and Mineral Resources |             |               |         |
| Філіппіни                        | відсутній; функції виконує Національне управління картографії та інформаційних ресурсів | англ. National Mapping and Resource Information Authority | NAMRIA      |               |         |
| Фінляндія                        | відсутній; функції виконує Дослідницький інститут лінгвістики | фін. Sirkka Paikkala |             |               |         |
| Франція                          | Національна топонімічна комісія Нацради з питань геоінформації | фр. Commission nationale de toponymie du Conseil national de l'information géographique | CNT/CNIG    | 1987          |         |
| Хорватія                         | відсутній; функції виконує Державне геодезичне управління | |             |               |         |
| Центральноафриканська Республіка | відсутній | |             |               |         |
| Чад                              | відсутній | |             |               |         |
| Чехія                            | Комісія з географічних назв Управління геодезії, картографії та кадастру | чеськ. Státní správa zeměměřictví a katastru | SSZK        | 2001          |         |
| Чилі                             | відсутній; функції виконує Військовий інститут географії | ісп. Instituto Geográfico Militar |             |               |         |
| Чорногорія                       | відсутній; функції виконує Управління нерухомості | |             |               |         |
| Швейцарія                        | відсутній; функції виконує Федеральний департамент топографії | |             |               |         |
| Швеція                           | Управління картографії та земельного кадастру | швед. Lantmäteriet |             | 1974          |         |
| Шрі-Ланка                        | Комітет зі стандартизації географічних назв | |             | 2015          |         |
| Ямайка                           | Комітет з географічних назв Національного земельного агентства | англ. Place Names Committee |             | 1970          |         |
| Японія                           | Об'єднаний комітет зі стандартизації географічних назв Управління геопросторової інформації | |             | 1960          |         |